# 116.
◄ | 1. stoljeće | 2. stoljeće | 3. stoljeće | ►
◄ | 80-ih | 90-ih | 100-ih | 110-ih | 120-ih | 130-ih | 140-ih | ►
◄◄ | ◄ | 113. | 114. | 115. | 116. | 117. | 118. | 119. | ► | ►►
Astronomija • Književnost • Kršćanstvo

## Smrti
- Kvirin od Neussa, svetac

## Vanjske poveznice
|  | Zajednički poslužitelj ima još gradiva o temi 116. |